# Vijit Getkaew
Vijit Getkaew, né en 1935 à Bangkok, est un ancien arbitre thaïlandais de football. Il officie de 1972 à 1982, année de sa dernière compétition internationale, lors de la 9e édition des Jeux asiatiques en Inde.
Après sa carrière d'arbitre, il devient président de la Fédération de Thaïlande de football en 1995, poste qu'il occupe pendant douze ans, jusqu'à son départ en 2007.

## Carrière
Il a officié dans des compétitions majeures :
- Éliminatoires de la Coupe du monde 1974 : 2 matchs
- Éliminatoires de la Coupe du monde 1978 : 1 match
- Éliminatoires de la Coupe du monde 1982 : 5 matchs
- Tournoi de football des Jeux asiatiques 1982